# Robert Jager
Robert Jager (* 25. August 1939 in Binghamton im US-Bundesstaat New York) ist ein US-amerikanischer Komponist, Musikpädagoge und Dirigent.
Von 1962 bis 1965 war er Arrangeur in der US Navy Armed Forces School of Music. Sein Studium absolvierte er 1968 an der University of Michigan. Anschließend war er Dozent für Komposition und Dirigieren an der Old Dominion University in Norfolk, Bundesstaat Virginia. 1971 wurde er zum Professor berufen an die Technological University of Tennessee in Cookeville.
Er erhielt zahlreiche Preise und Auszeichnungen für seine Werke. Seit 1980 ist er Mitglied der A.B.A. (American Bandmaster Association). Als Gast-Dirigent und Dozent auf Konferenzen und Workshops ist er in Kanada, Europa, Japan und in vielen Städten der Vereinigten Staaten von Amerika gefragt.

## Werke

### Werke für Orchester
- 1968 Concerto for Stage Band and Symphony Orchestra
- 1973 A Child's Garden of Verses for Soprano and Chamber Orchestra
- 1989 The Pied Piper of Hamelin for narrator and orchestra
- 1994 Kokopelli Dances for flute and orchestra
- 1996 Suite from "Edvard Munch"
- 2000 Like A White Daisy Looks
- 2001 The Grandeur of God for Chorus and Orchestra

### Werke für Blasorchester
- 1963 Stars and Bars Marsch
- 1965 Second Suite
- 1965 Sinfonia Nobilissima
- 1966 Chorale and Toccata
- 1966 Third Suite
- 1967 March "Dramatic"
- 1968 Diamond Variations
- 1968 The Tennessean March
- 1968 Variations on a Theme by Robert Schumann
- 1969 Sinfonietta
- 1970 Tour de Force - March
- 1971 Courage To Serve - March
- 1972 Apocalypse
- 1975 Preamble
- 1975 Shivaree
- 1976 Japanese Prints
- 1976 Prelude: Concert Liberte
- 1976 Symphony No. 2
- 1977 Concerto No. 2 for Alto Saxophone
- 1978 Carpathian Sketches
- 1978 Jubilate
- 1979 Pastorale and Country Dance
- 1981 Concerto for Bass Tuba
- 1981 Concerto for Band
- 1982 Tableau
- 1983 Prelude on an Old Southern Hymn
- 1984 March of the Dragonmasters
- 1984 Esprit de Corps
- 1984 Concerto for Percussion and Band
- 1985 Concerto for Euphonium and Band
- 1985 Triumph and Tradition
- 1986 Colonial Airs and Dances
- 1986 Eagle Rock Overture
- 1986 Heroic Saga
- 1986 Old Time Spirit
- 1987 Under the Big Top
- 1987 A Commemorative Suite
- 1988 Testament
- 1991 Epilogue: Lest We Forget
- 1991 Uncommon Valor - March
- 1992 Lord, Guard and Guide
- 1993 Meditations on a Scottish Hymn Tune
- 1993 The Wall
- 1995 First Suite
- 1995 The Last Full Measure of Devotion
- 1999 Variants on the Air Force Hymn
- 2000 Hebraic Rhapsody
- 2001 Joan of Arc
- 2001 Mystic Chords of Memory
- 2003 To Music
- 2004 Concert In The Park
- 2004 In Sunshine and Shadows für Sopran, Bariton Solo, gemischten Chor und Blasorchester
- Symphony No. One for Band
- Litany "in Terra Pax"